# Kona (comics)
Kona est un personnage créé fin 1961 pour le compte de Dell Comics par Sam Glanzman pour le dessin et sans doute par Don Seagall pour le scénario.

## Le contexte
La séparation entre Dell et Western Publishing étant programmée, la direction de Dell chercha à lancer de nouveaux héros aptes à suppléer les départs prévus vers Gold Key. Contrairement à la politique habituelle de la maison, à savoir le rachat de licences et leur adaptation en bandes dessinées, Dell créa de nouveaux héros ex nihilo tels Brain Boy, The Frogmen ou ce Kona.

Dans cette cohorte de nouveaux visages c’est Kona qui eût la plus grande longévité avec 21 parutions dont la première de manière assez traditionnelle sortit sous les couleurs de Four Color (#1256) puis dans la revue Kona, sous titrée Monarch of Monster Isle.

## L’histoire
En cette année 1961 Henry Dodd part étudier des pétroglyphes en Australie. Il est accompagné de sa fille Mary, récemment veuve, et de ses deux petits enfants, Lily et Mason. Le voyage se fait en dirigeable mais une tornade détruit l’aéronef et les rescapés se retrouvent sur une île inconnue du Pacifique sud. 

Voulant fuir une chauve-souris géante, la famille se réfugie dans une grotte et en poursuivant sa route finit par aboutir dans une terre inconnue peuplée d'animaux préhistoriques, de néandertaliens et d’hommes de Cro-Magnon. Nos amis réussiront-ils à retrouver un jour le Manhattan qu’ils ont quitté ?

On reconnait dans ce scénario, le mythe du Monde Perdu (1912), le roman d’Arthur Conan Doyle, même si cette fois le héros va davantage être Kona, l’homme préhistorique, que les explorateurs américains. Vont s’ensuivre diverses aventures qui trouveront leur épilogue à la fin du # 10 (juin 1964) lorsque les Dodd réussissent enfin à regagner la civilisation. C’est à ce moment que Paul S. Newman reprend l’écriture du scénario.

Au #11 la famille Dodd retourne sur l’île, mais en avion cette fois. Après quelques aventures, somme toute assez classiques, ils sont appelés d’urgence car il se passe des choses étranges dans la ville de Capitolia. En effet, une masse de monstres, de toutes tailles, a envahi la ville. Il semblerait que tout cela soit dû à un tremblement de terre qui a libéré les créatures souterraines. Et voilà les Dodd et Kona partis pour sauver le monde et à l’ultime numéro, l’Atlantide elle-même.

On le voit, le scénario ne brille ni par son originalité ni par sa crédibilité mais est à la hauteur des dessins de Sam Glanzman, au mieux aimable artisan mais certainement pas Michel-Ange du 9e Art.

C'est le même Glanzman qui dessine à partir du #4 les aventures d'Anak de 3 ou 4 pages maximum. Ce Mowgli bis vit dans le "Vetala, jungle entre l'Inde et la Chine". Il n'a pas laissé de traces dans l'histoire des comics et il n'y avait pas lieu d'en laisser.

## Publications

### Four Color
- #1256 février 1962

1.	Meeting Kona -32 planches

### Kona
À partir du #15 les histoires sont divisées en 3 chapitres portant des titres différents, pour autant il s’agit bel et bien d’un même épisode.
- #2 mai 1962

2.	Stampede of Giants -32 planches
- #3 septembre 1962

3.	Cave of Mutations -32 planches
- #4 décembre 1962

4.	Escape to the Ice Land -27 planches
- #5 mars 1963

5.	The Giant Cats -27 planches
- #6 avril 1963

6.	Dragon of the Depths -27 planches
- #7 juillet 1963

7.	The Giant Ants -27 planches
- #8 décembre 1963

8.	The Strange Snowmen -27 planches
- #9 mars 1964

9.	The Giants of the Desert -27 planches
- #10 avril 1964

10.	The Return to Monster Isle -27 planches
- #11 juillet 1964

11.	The Lost Valley of Night -27 planches
- #12 octobre 1964

12.	The Unseen Foe -27 planches
- #13 janvier 1965

13.	The Island of Buried Warriors -27 planches
- #14 avril 1965

14.	Polar Peril -27 planches
- #15 avril 1965

15.	The Cunning Invaders -10 planches
The Master Plan -8 planches
The Battlefield of Death -9 planches
- #16 octobre 1965

16.	Krym Wave-9 planches
Planned Picnic -11 planches
Kona's Combat -7 planches
C’est la première confrontation avec le capitaine Krym.
- #17 octobre 1965

17.	Krym's Conquering Monsters -10 planches
Monsters Attack -8 planches
Monsters Attack Part 2 -9 planches
Toujours avec le capitaine Krym.
- #18 avril 1966

18.	Undersea Peril -8 planches
The Secret Base -10 planches
Whale Killer -9 planches
Dernier combat avec le capitaine Krym.
- #19 septembre 1966

19.	Meet the Mole -10 planches
Kona's Move -8 planches
More Fearful Foes -9 planches
- #20 décembre 1966

20.	Captives of the Cavern -10 planches
Prisoners of the Giants -8 planches
Battle with Giants -9 planches
- #21 mars 1967

21.	Attack from Atlantis -8 planches
Sea Victims -10 planches
Death in the Depths -9 planches